# Bulgaria en los Juegos Olímpicos de Oslo 1952
Bulgaria estuvo representada en los Juegos Olímpicos de Oslo 1952 por un total de 10 deportistas que compitieron en 2 deportes.  
El equipo olímpico búlgaro no obtuvo ninguna medalla en estos Juegos.